# Castillo de Laguarres
Los restos del castillo de Laguarres se encuentran situados en la localidad oscense de Laguarres en el municipio de Capella (Huesca). En 2006 fueron catalogados como B.I.C. en su modalidad de zona arqueológica.

## Historia
El castillo de Laguarres, aparece mencionado en fuentes antiguas como una hisn frente al condado de Ribagorza como los castillos de Lascuarre y el de Castigaleu perdiendo toda su importancia una vez que Ramiro I de Aragón trasladara la frontera hacia el sur.

## Enlaces de interés
- Amigos de los castillos Archivado el 22 de marzo de 2017 en Wayback Machine.

- Datos: Q29367945